# Marleen Govaerts
Marleen Govaerts (Leuven, 27 maart 1956) is een Belgisch voormalig politica voor Vlaams Belang.

## Levensloop
Ze studeerde in 1978 aan de K.U.Leuven af als licentiate in de politieke en sociale wetenschappen. Ze leidde met haar echtgenoot een krediet- en verzekeringskantoor in Sint-Truiden.
Van 18 mei 2003 tot 10 juni 2007 was zij lid van de Kamer van volksvertegenwoordigers van het Vlaams Belang voor de kieskring Limburg. In de Kamer van volksvertegenwoordigers was zij lid van het 'adviescomité voor de Maatschappelijke Emancipatie' en de 'Commissie voor de Financiën en de Begroting'. Daarnaast was ze plaatsvervangend lid in de 'Commissie voor de Buitenlandse Betrekkingen', 'Commissie voor de Comptabiliteit', 'Bijzondere Commissie voor het Reglement en voor de Hervorming van de Parlementaire Werkzaamheden' en de 'Werkgroep "illegale handel in handvuurwapens en lichte wapens". In het voorjaar van 2007 raakte bekend dat zij geen parlementair mandaat meer nastreefde bij de federale verkiezingen van juni 2007.
Tevens zetelde Govaerts voor deze partij van 2006 tot 2012 in de gemeenteraad van Sint-Truiden. In 2007 stapte ze op als fractievoorzitster in de gemeenteraad om te zetelen als onafhankelijke, in 2009 kondigde ze echter haar terugkeer naar Vlaams Belang aan. Nadien verhuisde Govaerts naar Knokke-Heist, waar ze in oktober 2024 voor Vlaams Belang kandidaat was bij de gemeenteraadsverkiezingen. Govaerts werd echter niet verkozen.
In 2010 kwam ze in opspraak na uitspraken over Auschwitz, waarbij ze de Holocaust leek te minimaliseren. Het Centrum voor gelijkheid van kansen en voor racismebestrijding (CGKR), Forum der Joodse Organisaties (FJO) en CD&V dienden een klacht in met de vraag of het gerecht kon onderzoeken of de uitspraken indruisten tegen de Negationismewet.
Ze is sinds juni 2019 weduwe van Rik Beckers, provincieraadslid en Vlaams Belang-regiosecretaris van Zuid-Limburg. Hun dochter Roosmarijn Beckers zetelt sinds mei 2019 in het Vlaams Parlement.
Gerelateerde onderwerpen: Partijprogramma · 70-puntenplan · Cordon sanitaire · Racismeklacht